# Vanden Plas
Vanden Plas är ett band från Kaiserslautern i Tyskland, som experimenterar och tänjer på begreppen progressiv metal och alternativ rock. Bandet skapar en unik stil med mycket melodiösa och instrumentella passager, djupa melankoliska texter samt avancerade arrangemang, där de gärna blandar piano/synth med typiska gitarriff. Influenser från Pearl Jam är tydliga men också i viss mån från Dream Theater, Alice in Chains och Led Zeppelin. Bandet är utöver i Tyskland också mycket populärt i Frankrike inom sin genre.

## Medlemmar
Nuvarande medlemmar
- Andy Kuntz – sång (1986– )
- Stephan Lill – gitarr (1986– )
- Andreas Lill – trummor (1986– )
- Torsten Reichert – basgitarr (1986– )
- Günter Werno – keyboard (1986– )

Livemedlem
- Mischa Mang – sång (2006)

## Diskografi
Demo
- Days of Thunder – 1991

Studioalbum
- Colour Temple – 1992
- The God Thing – 1997
- Far Off Grace – 1999
- Beyond Daylight – 2002
- Christ Φ – 2006
- Seraphic Clockwork – 2010
- Chronicles of the Immortals - Netherworld (Path 1) – 2014
- Chronicles of the Immortals - Netherworld II – 2015
- The Ghost Xperiment: Awakening – 2019
- The Ghost Xperiment: Illumination – 2020

Livealbum
- Spirit of Live – 2000
- The Seraphic Live Works – 2017

EP
- AcCult – 1996 (akustisk EP)

Samlingsalbum
- The Epic Works 1991-2015 – 2019

Singlar
- "double A side" ("Going Round in Circles" / "Raining in My Heart") – 1986
- "Fire" – 1992
- "Das ist für Euch!" – 1994
- "Des Hauts, des Bas" / "Father" – 1996
- "Inside of Your Head" – 1999
- "I Don't Miss You" – 2000

Video
- Ludus Danielis (The Play of Daniel) – 2008 (DVD)

Annat
- En Tournée  – 1996 (delad promo sampler: Angra / Vanden Plas)